# Sistema electoral de les Juntes Generals d'Àlaba, Biscaia i Guipúscoa
El sistema electoral de les Juntes Generals d'Àlaba, Biscaia i Guipúscoa es caracteritza per votar el mateix dia que les eleccions municipals espanyoles per elegir els membres de les Juntes Generals dels territoris històrics d'Àlaba, de Guipúscoa i de Biscaia mitjançant sufragi directe.
El Parlament Basc pot regular la seua legislació electoral, pel que va establir aquest sistema electoral mitjançant la Llei 1/1987, de 27 de març, d'eleccions per a les Juntes Generals dels Territoris Històrics d'Àlaba, de Guipúscoa i de Biscaia.
Cada Junta General està formada per 51 membres, anomenats procuradors a Àlaba, apoderats a Biscaia i procuradors-junters a Guipúscoa.
Àlaba està dividida en tres circumscripcions electorals mentre que Biscaia i Guipúscoa en quatre. Els 51 membres estan repartits de manera proporcional a la població de cada circumscripció.
Els candidats són votats amb llistes tancades i bloqueades.
La fórmula electoral seguida és la regla D'Hondt.